# Toyota Princess Cup 2000
Il Toyota Princess Cup 2000 è stato un torneo di tennis giocato sul cemento. È stata la 4ª edizione del torneo, che fa parte della categoria Tier II nell'ambito del WTA Tour 2000. Si è giocato al Ariake Coliseum di Tokyo in Giappone, dal 2 all'8 ottobre 2000.

## Campionesse

### Singolare
Serena Williams ha battuto in finale  Julie Halard-Decugis con il punteggio di 7–5, 6–1

### Doppio
Julie Halard-Decugis /  Ai Sugiyama hanno battuto in finale  Nana Miyagi /  Paola Suárez con il punteggio di 6–0, 6–2